# Радонюв
Радонюв (пол. Radoniów) — село в Польщі, у гміні Любомеж Львувецького повіту Нижньосілезького воєводства.
Населення — 287 осіб (2011).
У 1975-1998 роках село належало до Єленьоґурського воєводства.

## Демографія
Демографічна структура станом на 31 березня 2011 року:
|          | Загалом | Допрацездатний вік | Працездатний вік | Постпрацездатний вік |
| -------- | ------- | ------------------ | ---------------- | -------------------- |
| Чоловіки | 145     | 27                 | 103              | 15                   |
| Жінки    | 142     | 33                 | 80               | 29                   |
| Разом    | 287     | 60                 | 183              | 44                   |